# Tetraglochin
Tetraglochin – rodzaj roślin z rodziny różowatych. Obejmuje 6 gatunków. Występują one w Andach w Ameryce Południowej na obszarze od Peru, poprzez Boliwię, Chile i Argentynę do południowych krańców kontynentu. Rośliny te rosną w górach, sięgając do 5000 m n.p.m.

## Morfologia

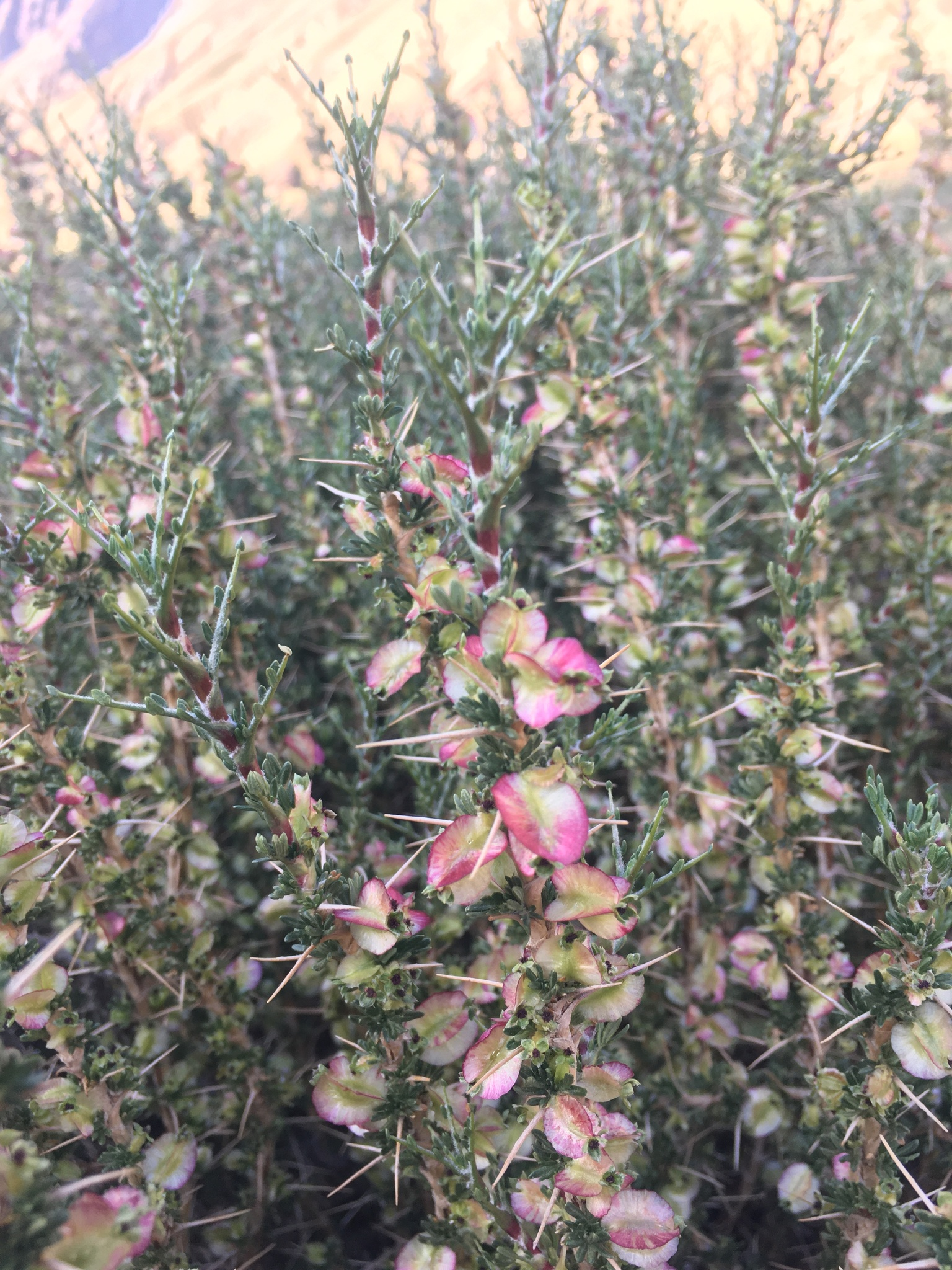
Tetraglochin alata

PokrójNiewielkie, zwykle cierniste, kseromorficzne krzewy i krzewinki z długo- i krótkopędami, o pędach prosto wzniesionych lub rozpościerających się, nagich lub owłosionych.
LiścieSkrętoległe, z przylistkami u nasady liści zrośniętymi z ogonkiem i z sobą nawzajem (okrążając pęd). Liście są dwojakie – odmienne na długo- i krótkopędach. W obu wypadkach jednak blaszka liściowa jest nieparzysto pierzasto złożona. Na długopędach osie liści są trwałe, proste lub skrzywione, po opadnięciu listków. Liście na krótkopędach mają skróconą oś i trwałe, gęsto ułożone listki.
KwiatyDrobne, wyrastają pojedynczo w kątach liści, obupłciowe, czasem klejstogamiczne. Hypancjum otaczające zalążnię urnowate, z trwałymi 4–5 działkami kielicha wyrastającymi na krawędzi. Płatków korony brak. Pręciki 1–2 wyrastają z krawędzi hypancjum, mają krótkie nitki i drobne główki. Zalążnia powstaje z jednego owocolistka i zawiera pojedynczy zalążek. Szyjka słupka jest krótka.
OwoceJednonasienne niełupki zamknięte w hypancjum, choć z nim niezrośnięte. Hypancjum w czasie owocowania zwykle się powiększa, choć u niektórych gatunków jest błoniaste, jest barwne, cierniste i oskrzydlone. Skrzydełka w liczbie 3–4, są podłużne, wąskie lub szerokie, całobrzegie lub ząbkowane.

## Systematyka
Rodzaj z podplemienia Sanguisorbinae, plemienia Sanguisorbeae (Agrimonieae), podrodziny Rosoideae, rodziny różowatych (Rosaceae) z rzędu różowców.
W niektórych ujęciach systematycznych rodzaj włączany jest do rodzaju Margyricarpus.
Wykaz gatunków
- Tetraglochin acanthocarpa (Speg.) Speg.
- Tetraglochin alata (Gillies ex Hook. & Arn.) Kuntze
- Tetraglochin andina Ciald.
- Tetraglochin caespitosa Phil.
- Tetraglochin cristata (Britton) Rothm.
- Tetraglochin inermis (I.M.Johnst.) Rothm.